# イゴル・ドドン
イゴル・ドドン（ルーマニア語: Igor Dodon、1975年2月18日 - ）は、モルドバの政治家。同国大統領（第5代）、通商経済相、社会党党首を歴任した。

## 経歴

### 前半生
モルダビア・ソビエト社会主義共和国カララシ県サドヴァ村に生まれる。モルドバ国立農業大学で経済学を学び、1998年にモルドバ経済研究アカデミーから博士号を取得。1997年から2005年まで、学術界で助教や講師を務めた。

### 大統領選出以前
2005年5月、第二次ヴァシレ・タルレフ内閣の通商経済副大臣に任命された。2006年9月に通商経済相に昇任し、ジナイダ・グレチャヌイ内閣が総辞職する2009年9月まで在職した。2008年から2009年のグレチャヌイ内閣では、副首相を兼務した。
2011年6月にはキシナウ市長選で、ドリン・キルトアカに惜敗した。ドドンの得票率は49.4%であった。
2011年11月にはモルドバ共和国共産党を離党した。その際、ドドンは与党の欧州統合同盟との間で、2009年のウラジーミル・ヴォローニン大統領の辞任以降続く政治危機に終止符を打ち、大統領を選出するための取り決めが結ばれるかもしれないという希望を口にした。グレチャヌイとヴェロニカ・アブラムチュクも時を同じくして離党した。2011年12月18日、ドドンはモルドバ共和国社会党に合流し、同党の議長に選出された。
2012年3月16日の大統領選挙で、ドドンとグレチャヌイ、アブラムチュクは欧州統合同盟のニコラエ・ティモフティ候補に投票した。のちにドドンは、ティモフティに投票したことを後悔していると述べている。

### 2016年大統領選挙
2016年10月30日、20年振りとなる直接選挙による大統領選挙が行なわれ、ドドンはこれに立候補した。この時 彼は選挙前にウォール・ストリート・ジャーナルへ書簡を送っており、その中で「私はモルドバとロシアの関係を大きく改善させる。この関係は国の住民にとって非常に重要だ」と指摘している。この時の大統領選で彼は、同選挙に立候補した親欧米路線の政党である「行動と連帯」の党首マイア・サンドゥと激しく争うこととなる。同日の開票率99.1%の段階で、サンドゥの得票率は38.3%であったが、一方ドドンの得票率は48.4%となっており、彼の順位は事実上の1位となっていた。しかしながら首位であるにも拘わらず票が過半数に及ばなかったことから、翌月11月13日へ繰越す形で上位2候補による決選投票が行われる流れとなった。11月13日当日、決選投票が行なわれ、開票結果はドドンが52.29%の得票率で当選。14日にこの事をモルドバ中央選管が公式に発表している。
大統領に選出されたドドンは、モルドバの国内法の規定に従い、社会党議長を辞職し、同党を離れた。その後、同党の暫定党首にはジナイダ・グレチャヌイが就くこととなった。

### 大統領選出後
2017年9月12日、空席となっていた国防大臣としてパヴェル・フィリプ首相はユーゲン・スターザ(Eugen Sturza)を指名したが翌13日にドドンはスターザの若さ（当時32歳）を理由に承認を拒否。フィリプ首相は再びスターザを国防大臣として指名したがドドンは19日に再び拒否した。このためドドンは憲法裁判所によって「憲法上の義務を履行しなかった」と判断され、議会議長のアンドリアン・カンドゥが大統領代行として10月24日にスターザの国防大臣就任を承認した。同年12月19日に提示された内閣改造案を2回に渡って拒否したため、翌2018年1月10日にカンドゥ議会議長が再び大統領代行としてこれらの人事案を承認した。同年9月24日には大臣の任命を拒否したことを理由に、憲法裁判所より一時的に職務を停止された。
2018年9月10日、首都郊外を移動中に乗っていた自動車がトラックと衝突して負傷した。この件に関して同国社会党議員であるヴラド・バトリンチアは「これは事故ではなく、何者かが殺人を試みて（ドドンの）車両に直接追突させたものだ」とし、「誰かが彼（ドドン）を殺そうとしている」と自身のFacebookにて主張している。
2019年2月24日のモルドバ総選挙ではドドンのモルドバ共和国社会党が34議席を獲得し、30議席のモルドバ民主党を上回ったが過半数を得ることはできず、その後の連立政権交渉は失敗し続けた。6月7日、憲法裁判所は議会の解散と総選挙を行うことを決定。ドドンはこれに応じず、首班をマイア・サンドゥとする連立政権樹立を決定し、8日に議会がこれを承認した。しかしモルドバ民主党はこれを違憲として憲法裁判所に申し立てた結果、ドドンを職務停止とし、パヴェル・フィリプ首相を大統領代行とする決定を下した。9日、フィリプ大統領代行は議会解散と、9月の総選挙実施を決定。ドドンは反発し、外国の介入を要請した。6月14日、憲法裁判所が一転して8日の違憲判決を破棄し、フィリプ政権は崩壊。サンドゥ政権が権力を掌握した。10月23日に来日し、夫人と共に東京都の台東区・浅草を訪れている。

### 大統領職の退任とその後
2020年11月1日の大統領選挙では得票率32.66％で2位となり、36.10％を獲得したサンドゥの後塵を拝した。15日の決選投票では得票率43％となり、57％を獲得したサンドゥに敗れた。同年12月24日に退任。
2022年5月24日、モルドバ当局は、ドドンを国家反逆や汚職の容疑で拘束し、首都キシナウにある自宅など12か所を家宅捜索した。また、ドドンは大統領在任中、公然とロシアから支援を受けていたとされ、2019年には、新興財閥（オリガルヒ）のウラジーミル・プラホトニュクから金銭を受け取った収賄の疑いが持たれている。
- ロシアのドミートリー・メドヴェージェフ首相と（2017年5月22日）
- ロシアのウラジーミル・プーチン大統領と（2018年10月31日）
- ロシアのセルゲイ・ショイグ国防大臣と（2019年8月23日）
- アゼルバイジャンのイルハム・アリエフ大統領と（2019年10月10日）

## 政策・思想
親ロ的な政治家で、モルドバの連邦化に賛成していると見られている。
2010年、共産党はモルドバの新たな国旗の宣伝活動を始めた。2012年3月には、ドドンと社会党が、国旗を現行の三色旗から赤青の二色旗に変更することの賛否を問う国民投票を行うよう、共産党に働きかけた。提案された新しい国旗は、モルドバ科学アカデミーから「紛う事なき政治の茶番」と見なされている。

モルドバ共産党とモルドバ社会党の提案による新国旗図案

2012年11月、自らのフェイスブックのプロフィールに、ロシアの国旗を刺繍した服を着た写真を投稿しているが、これはドドン本人の親ロ派疑惑を裏付けるものとして批判されている。
2014年11月、ロシア系の政治家ヴァレンティン・クリロフは「モルドバに流血の惨事を引き起こそうとしている」としてドドンを非難した。また、クリロフは「社会党はロシアなどの『別の国』に仕えている」とも述べており、さらに社会党がモルドバ共和国の『安定や平和、まさにその存立』に対する脅威となっていることや、並外れて豊かな資産を保有していることも批判した。その資産の出どころについては、「合理的な疑い」があるとも付け加えた。
大統領選挙期間中の2016年10月、ドドンはクリミアが「ロシア連邦の領土」であると認めた。
2017年4月にモルドバはユーラシア経済連合の初のオブザーバー国となり、同年5月にはドドンはモスクワ対独戦勝記念パレードに外国の政府指導者で唯一出席した。同年5月29日にはロシア外交官の追放をめぐり、初外遊先にロシアを選ぶなど親ロ的なドドン大統領とモルドバ政府の対立が激化してると報じられた。

## 人物
既婚者であり、3人の子どもがいる。